# Coniopteryx latistylus
Coniopteryx latistylus är en insektsart som beskrevs av Meinander 1982. Coniopteryx latistylus ingår i släktet Coniopteryx och familjen vaxsländor. Inga underarter finns listade i Catalogue of Life.